# John Chilembwe
John Chilembwe (Sangano, giugno 1871 – Blantyre, 3 febbraio 1915) è stato un pastore protestante malawiano educatore di religione battista e un protagonista della lotta contro il colonialismo nel Nyasaland, l'attuale Malawi.

## Biografia
Attualmente John Chilembwe è considerato uno degli eroi dell'indipendenza e il John Chilembwe Day (15 gennaio) è una festa nazionale del Malawi.
Inoltre il suo volto appare in tutte le banconote di Kwacha malawiano.